# Az aranyserleg (film)
Az aranyserleg (eredeti címe: The Golden Bowl) egy 2000-ben bemutatott romantikus, kosztümös filmdráma francia, brit és amerikai kooprodukcióban, amelyet James Ivory rendezett. A forgatókönyvet Henry James azonos című regénye alapján Ruth Prawer Jhabvala készítette. A produkció főszerepeiben Kate Beckinsale, Jeremy Northam, Uma Thurman és Nick Nolte. 
2000. május 14-én jelent meg a cannes-i filmfesztiválon, ahol az Arany Pálmáért indult. A francia mozikban szeptember 13-tól volt megtekinthető, míg Nagy-Britanniában november 3-tól. Az Egyesült Államokban 2001. január 11-én jelent meg a Palm Springs Nemzetközi Filmfesztiválon. 2001. április 27-től limitáltan vetítették a filmet, majd május 25-től szélesebb körben is. Magyarorszáhon a tévében volt látható 2002. május 1-jén.

## Cselekmény
Egy csoport gazdag amerikai tölti az idejét Londonban és vidéki birtokokon. Köztük van az elszegényedett arisztokrata Amerigo, aki Olaszországból jött, felújításra szoruló római palotájának fennmaradásáért aggódik, és gazdag házasságban reménykedik. Fanny Assingham segítségével végül feleségül veszi Maggie Ververt, az özvegy amerikai milliárdos Adam Verver lányát. Adam fosszilis tüzelőanyagokkal szerzett vagyont, visszavonult az üzleti életből, és most régi mesterek fontos műveinek műgyűjtője Európában. Célja, hogy vásárlásaival múzeumot alapítson szülővárosában. 
Charlotte, Maggie egykori iskolai barátnője csatlakozik a körhöz. Fannyn kívül senki sem tudja, hogy Charlotte-nak és Amerigónak egykor szenvedélyes viszonya volt Rómában, ami a vagyon hiánya miatt nem végződött házassággal. Ők ketten még mindig erotikusan vonzódnak egymáshoz. Charlotte hozzámegy Maggie apjához, Adam Ververhez, hogy továbbra is együtt lehessen Amerigóval. Amerigo és Charlotte titokban folytatják kapcsolatukat - aminek kedvez az apa és lánya közti szoros kapcsolat, akik hajlamosak kerülni a partikat és a rendezvényeket, és hagyják, hogy partnereik kettesben menjenek a partikra. Fanny és Adam sejtik a viszonyt, de a hiszékeny és naiv Maggie-re való tekintettel visszatartják magukat.
Öt év telik el, és Amerigónak és Maggie-nek már van egy fia. Maggie véletlenül fedezi fel férje viszonyát, amikor apja ajándékaként megvásárol egy értékes, aranyozott ólomkristály serleget, amelyet Charlotte egykor nászajándékként akart megvenni egy londoni régiségkereskedőtől három nappal Maggie esküvője előtt. A kereskedő még mindig úgy emlékszik Charlotte-ra és Amerigóra, mint szeretőkre, majd közli a nővel, hogy egy repedés miatt az aranyserleg kevesebbe kerül. Fanny, aki véletlenül jelen van, földhöz vágja a serleget. Maggie szembesíti Amerigót a hűtlenségével, de a férfi megbánja tettét, Maggie és a fiuk mellett dönt, és végül visszautasítja a letört Charlotte-ot. 
Amerigo iránti nagy szerelme és az apjára való tekintettel azonban Maggie nem mond apjának semmit. Charlotte sem tudja meg, hogy a titkára rájöttek. Ehelyett Maggie rábeszéli az apját, hogy Charlotte-tal együtt minél hamarabb induljanak Amerikába. Kezdeti vonakodás után Charlotte beleegyezik, és igyekszik a legjobbat kihozni a helyzetéből. Művészettörténetet tanul, és hamarosan férje műgyűjteményének elismert szakértőjévé válik. A házaspár a gyűjteményével együtt gőzhajón elhagyja Európát, és Amerikába érkezésükkor a sajtó lelkesen ünnepli őket.

## Szereplők
| Szerep                     | Színész          | Magyar hangja  |
| -------------------------- | ---------------- | -------------- |
| Charlotte Stant            | Uma Thurman      | Für Anikó      |
| Amerigo herceg             | Jeremy Northam   | Kálid Artúr    |
| Maggie Verver              | Kate Beckinsale  | Györgyi Anna   |
| Adam Verver                | Nick Nolte       | Bács Ferenc    |
| Fanny Assingham            | Anjelica Huston  | Faragó Vera    |
| Bob Assingham ezredes      | James Fox        | Barbinek Péter |
| A.R. Jarvis bolttulajdonos | Peter Eyre       | Holl János     |
| Lady Castledean            | Madeleine Potter | Makay Andrea   |
| Lord Castledean            | Nicholas Day     | n.a            |
| Mr. Blint                  | Robin Hart       | Gáspár András  |
| előadó                     | Nicholas Grace   | Balázsi Gyula  |
| kis herceg                 | n.a              | Czető Ádám     |

## Fogadtatás

### Kritikai visszhang
A film megosztotta a kritikusokat. A Rotten Tomatoeson 54%-os minősítést ért el 87 értékelés alapján, az összefoglaló szerint: „Az aranyserleg a Merchant-Ivory csapattól vizuálisan lenyűgöző, de a filmkészítőknek nehézséget okoz, hogy a Henry James-regény jellemrajzait átültessék a filmvászonra.” Louis B. Parke a Houston Chronicle-től azt írta: „Az aranyserleg ünnep azoknak, akik szeretik az árnyalt beszélgetéseket, a kimondatlan érzelmeket és az óvatos tekinteteket.” Steven Rosen a Denver Posttól azt írta: „Ivory egy ideje távolságot tartott a korhű irodalmi adaptációktól, a Merchant Ivory hírnevének gerincétől. Jó, hogy visszatért, de Az aranyserleg azt mutatja, hogy még dolgoznia kell, hogy visszanyerje aranyérzékét.” Roger Ebert azt írta: „Távol tartott engem, de ez az a hely, ahol lennem kell; a szereplők végül is távol vannak egymástól, és a történet tragédiáját csak sugallják, de soha nem mondják ki hangosan.”
A MetaCritic 62 pontot adott a 100-ból 30 vélemény alapján. Shawn Levy a Portland Oregoniantól azt írta: „Nagyszerű korabeli filmkészítés, felnőttes, fényűző és pletykás, anélkül, hogy valaha is kényeskedőnek éreznénk.” Mark Caro a Chicago Tribune-től azt írta: „Addig táncol körbe-körbe, amíg bele nem fáradsz a csodálatba.” Michael Sragow a Baltimore Suntól azt írta: „Fogja a kétértelműség irodalmi mérföldkövét, és mindent hólyagosan nyilvánvalóvá tesz.”

### Bevétel adatai
A Box Office Mojo szerint a film 5,7 millió dolláros bevételt szerzett, a költségvetésről nincs adat.

## Fontosabb díjak és jelölések
- 2000-es cannes-i filmfesztivál: Arany Pálma (jelölés)